# Esapolis
Esapolis è un insettario situato a Padova, realizzato da una collaborazione tra la Provincia di Padova e Butterfly Arc, un'iniziativa privata. Occupando un'area di 2500 m2, è la struttura espositiva più grande d'Italia dedicata a questo tipo di animali.

## Storia
Il 3 maggio 2008 venne inaugurato il museo Esapolis. Nel 1871 venne istituita la Reale Stazione Bacologica sperimentale di Padova da parte di Luigi Luzzatti (ministro dell'agricoltura, industria e commercio) che prese spunto, per l'ideazione della stazione bacologica, all'Istituto bacologico di Gorizia del 1869.
Le attività di ricerca in campo scientifico principali sono: ricerca scientifica sul baco da seta e sul gelso, promozione dell’attività bachisericola, conservazione del germoplasma e la risoluzioni dei problemi pratici dei bachicoltori.
La prima direzione della Stazione spettò a Enrico Verson, un entomologo, che era già stato direttore aggiunto dell'Istituto bacologico di Gorizia. La sua direzione si concentrò molto sulla limitazione dell'importazione di Seme-bachi (uova trattate e lavate) dal Giappone per incentivare e finanziare la confezione di uova prodotte in Italia. Inoltre, Verson, incentivò attività di produzione, e nuove tecniche sericole in tutto il territorio Italiano. Il suo incarico terminò nel 1919.
La dirigenza di Enrico Verson terminò nel 1919 e nel 1924 la stazione venne spostata nel quartiere di Brusegana, Padova; in un edificio formato da due sezioni, una dedicata alla formazione e alla ricerca e il secondo alle attività di produzione sperimentale di allevamento e filatura. Il complesso fu inaugurato da Luciano Pigorini, il nuovo direttore che era stato allievo di Verson dal 1914.
Dopo il secondo conflitto mondiale la stazione di Padova si fuse con la Stazione di Ascoli Piceno, chiusa nel 1958 che trasferì parte delle sue collezioni e materiali.
L'edificio versava in pessime condizioni che portarono al successivo restauro, durante il quale, con i fondi di Fondazione Cassa di Risparmio di Padova e Rovigo, Regione del Veneto e ministero dell’Ambiente,  si realizzò il complesso finale. Quest’ultimo copre una superficie di circa 38.000 metri quadri. Oggi è composto di due strutture attigue ad alta compatibilità ecologica, una è la sede del CREA, organismo di assistenza, conservazione e ricerca del ministero delle politiche agricole alimentari, forestali e del turismo.

## Descrizione

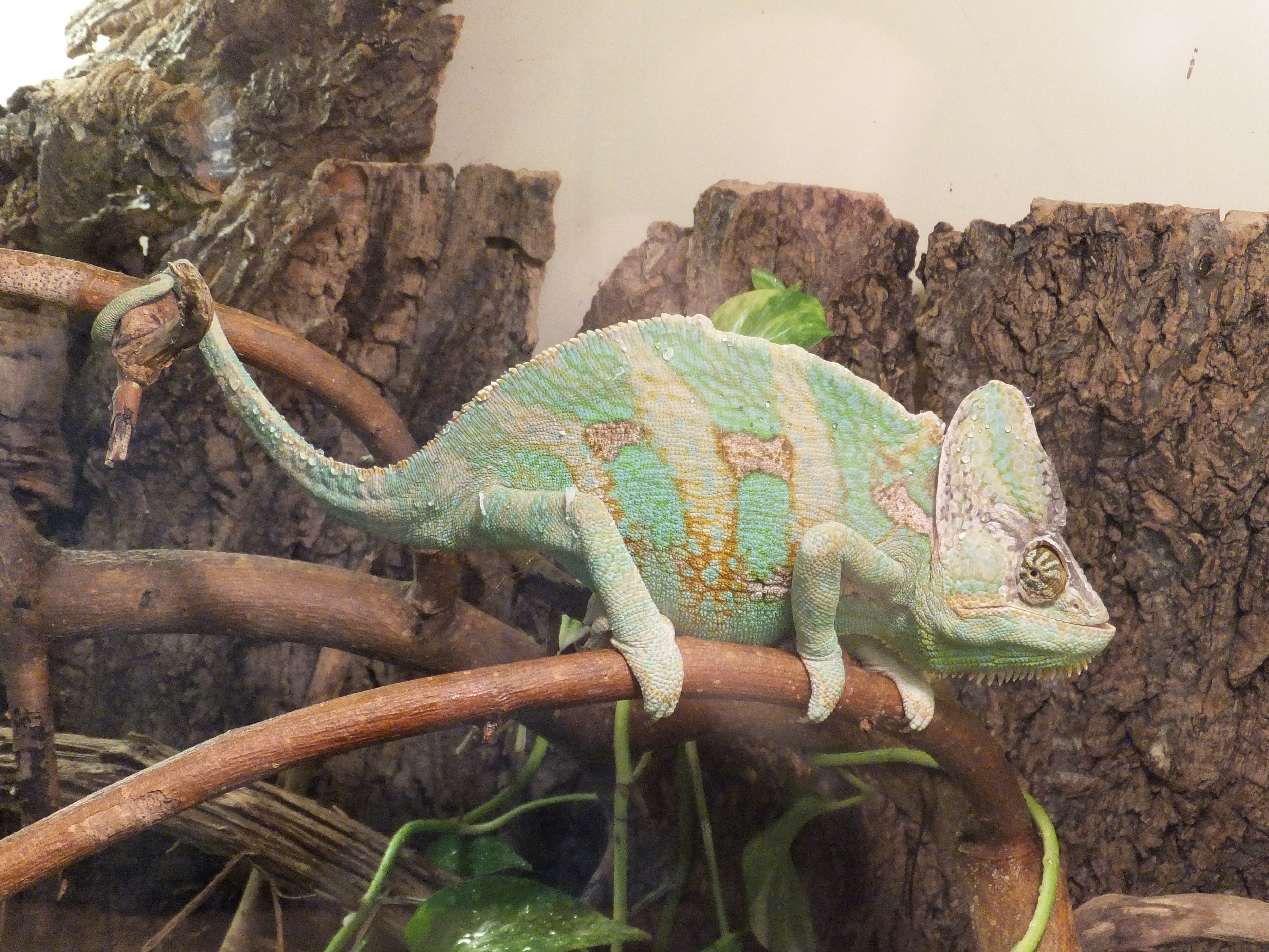
Un camaleonte velato (Chamaeleo calyptratus) ospitato ad Esapolis

Il museo si trova all'interno di un edificio risalente agli inizi del 1900, che già ospitava la più importante stazione bacologica nazionale (tuttora attiva); la struttura ospita anche varie collezioni d'insetti e diversi animali vivi, principalmente artropodi ma non solo, e conduce anche alcuni laboratori didattici. La collezione di Padova comprende una raccolta di 2200 campioni di bozzoli di diversa origine.
L'edificio si articola su tre piani ed un giardino esterno, posto dietro l'immobile. Il piano terra comprende vari settori dedicati alle api, una sala di video conferenze ed un laboratorio in cui i visitatori possono interagire con gli insetti sociali. Il secondo piano comprende il settore dedicato alla seta, in cui troviamo una sala dedicata ai bachi da seta, ma anche un'altra dedicata ai produttori di seta. In quest'ultima sala dal 2009, è possibile osservare un acquario mediterraneo, in cui sono presenti svariati esemplari di Pinna nobilis. Inoltre, sempre a questo piano troviamo anche delle altre sale, tra cui quella dedicata alle mostre temporanee e quella dedicata al laboratorio del giovane entomologo. Al secondo e ultimo piano, troviamo infine la direzione, la biblioteca del museo, comprendente anche testi antichi, e il settore denominato "Insettolandia", in cui le nozioni teoriche sono accompagnate da un'attività pratica. Dei manichini sono stati vestiti in abiti medievali e posti nel giardino per illustrare al pubblico alcune delle fasi della lavorazione della seta.